# Asobi ni Iku yo!
Asobi ni Iku yo! (あそびにいくヨ!? lett. "Andiamo a giocare!") è una serie di light novel giapponesi scritta da Okina Kamino e illustrati da Hōden Eizō e Nishieda. La serie consiste in 20 volumi. Nel Regno Unito il titolo della serie è Cat Planet Cuties.
Dalla serie è stato tratto un anime dallo stesso titolo, un manga ed un videogioco.